# Матилда Австрийска
Матилда Мария Аделгунда Александра Австрийска-Тешенска (на немски: Mathilde Marie Adelgunde Alexandra von Österreich-Teschen; * 25 януари 1849, Виена, Австрийска империя; † 6 юни 1867, Замък Хетцендорф до Виена, Австро-Унгария) е ерцхерцогиня, член на австрийската династия Хабсбург-Лотаринги.
Предопределена е за кралица на Италия като бъдеща съпруга на Умберто I, но умира трагично на 18-годишна възраст.

## Произход
Матилда е втората дъщеря на фелдмаршал ерцхерцог Албрехт Австрийски-Тешенски (* 1817, † 1895) и на съпругата му принцеса Хилдегард Луиза Баварска (* 1825, † 1864). Нейни дядо и баба по бащина линия са ерцхерцог Карл Австрийски и Хенриета фон Насау-Вайлбург, а по майчина – абдикиралият крал Лудвиг I Баварски и Тереза фон Сакс-Хилдбургхаузен. Тя е племенница на Максимилиан II Йозеф Баварски. Нейните първи имена са по сестрите на майка ѝ, принцесите Матилда, Аделгунда и Александра Баварски, с които ерцхерцогиня Хилдегард е в много близки отношения. Има един брат и една сестра:
- Мария Тереза (* 1845, † 1927), ерцхерцогиня на Австрия, херцогиня на Вюртемберг като съпруга на Филип фон Вюртемберг.
- Карл Албрехт (* 1847, † 1848), умира от едра шарка на 18 месеца.

## Биография

### Детство и юношество
Матилда расте в голям разкош. На 12-годишна възраст баща ѝ ерцхерцог Албрехт наследява замък Вайлбург в Баден до Виена от майка си Хенриета фон Насау-Вайлбург. Хенриета кара да построят за нея този великолепен замък като подарък от нейния съпруг ерцхерцог Карл и го кръщава на нейната родова лятна резиденция през 1821 г. Тя поддържа и стопанисва замъка за малолетния си син и до смъртта си обикновено прекарва петте най-топли месеца от годината там с децата си и като вдовица. Ерцхерцог Албрехт продължава тази традиция и прекарва почти всяко лято със семейството си в Баден. Там майката на Матилда, ерцхерцогиня Хилдегард, се радва на голяма популярност и е известна като Енгелшерц заради благотворителността си, в която възпитава и дъщерите си Мария Тереза и Матилда.
През студения сезон семейството живее в двореца на ерцхерцог Албрехт във Виена на Августинския бастион, непосредствено до Хофбург (днес Албертина според колекцията, съхранявана там). Контактът с императорското семейство е близък, също и защото императрица Елизабет Баварска обича компанията на братовчедка си, ерцхерцогиня Хилдегард. Въпреки това, поради служебните задължения на ерцхерцог Алберт, съпругата и децата му живеят далеч от него през по-голямата част от годината. При раждането на Матилда той е в Залцбург, а също и в Берхтесгаден и Мюнхен за по-дълги периоди от време, преди семейството да се съедини в Офен (Буда, днес квартал на Будапеща) след назначаването на ерхерцога за негов цивилен губернатор. В Офен от април 1852 г. имат на разположение двореца на граф Шандор.
На 15-годишна възраст Матилд губи майка си, която се разболява през март 1864 г. на връщане от престоя си в Мюнхен за погребението на брат си Максимилиан II Йозеф Баварски и умира във Виена в началото на април.
В съответствие с консервативното си католическо възпитание младата принцеса получава своята конфирмация на 28 октомври 1865 г. в параклиса Хофбург във Виена от кардинал принц архиепископ фон Раушер. Нейна кръстница е леля ѝ Аделгунда Баварска, омъжена за херцога на Модена Франц V.
По искане на императора на младата принцеса биват преподавани история и литература през 1866 и 1867 г. от Леополд Нойман, професор по история на дипломатическата държава и международно право във Виенския университет.
Кръгът от приятели на Матилда включва ерцхерцогиня Мария Тереза Австрийска-Есте, която по-късно става кралица на Бавария и чиято майка Елизабет е съпруга на ерцхерцог Карл Фердинанд, чичо на Матилда.
Матилда има жив интерес към изкуствата и науките. Посещава галерии и художествени изложби във Виена и често е на театрални представления.
Твърди се, че неин далечен братовчед, ерцхерцог Лудвиг Салватор от италианската съребрена линия на Хабсбургите, се влюбва в Матилда, но те не се сгодяват. Матилда е предопределена да стане кралица на Италия като съпруга на принц Умберто Савойски, за да облекчи обтегнатите отношения между Австрия и Италия.

### Смърт
На 22 май 1867 г., в ерцхерцогския дворец на баща ѝ Албрехт във Виена роклята ѝ се подпалва поради неясни причини. Две седмици преди смъртта си 18-годишната ерцхерцогиня получава тежки изгаряния. 
Принцеса Мария цу Ербах-Шьонберг споменава събитието в своите мемоари. На 25 май 1867 г. тя пише в дневника си:
| „ | Нещо много тъжно се случи във Виена: 18-годишната ерцхерцогиня Матилда, дъщеря на ерцхерцог Албрехт, бе наполовина изгорена до смърт. На 22 май тя стояла до прозореца на спалнята си и гледала надолу към улицата в 17:30, когато внезапно почувства мъчителна топлина. Тя се обърнала и видяла, че роклята ѝ гори... Трудно е да се разбере как е станал инцидентът, защото в стаята е нямало нито огън, нито светлина. Вероятно на земята е имало кибрит, върху който е стъпила. | “ |

В нейния дневник от 1 юни 1867 г. тя споменава смъртта на „нещастната ерцхерцогиня Матилда, която се поддаде на изгарянията си“.
Принц Вилхелм цу Шаумбург-Липе описва обстоятелствата на смъртта си в писмо до херцог Адолф фон Насау:
| „ | Вчера вечерях с нея, тя седеше до мен и беше толкова любезна, изглеждаше толкова красива, а сега лежи цяла в памучна вата с компреси с лед. Днес в 17:50 часа след вечеря ерцхерцог Албрехт искаше да излезе с нея. Всички се оттеглиха, включително ерцхерцогиня Елизабет с красивата ѝ дъщеря Тереза, които са там в момента. Ерцхерцогиня Матилда отива в стаята си, за да подготви за тръгването, поглежда през прозореца, когато усеща пробождане в прасеца си, оглежда се - там вижда пламък! Тя изтичва с писъци в коридора, може би повече от 25 крачки, докато не идва лакей, който хвърля палто върху нея, за съжаление не я задържа със сила, при което огънят отново набира въздух, докато не идва втори и след това също я полива с вода, но най-накрая този огън успява. Но за съжаление има значителни изгаряния, така че Pf. Pitter заявява, че е от голямо безпокойство... От шията надолу, раменете, част от ръцете, целият гръб са силно обгорени, още по-надолу назад. За щастие нищо не е изгоряло отпред, което е малка утеха в ужасното нещастие! | “ |

Принц Вилхелм също подозира, че Матилда може да е настъпила кибрит като причина за пожара. 
Според друга версия ерцхерцогинята облича рокля от индийски муселин за посещение на театър. След това този тип тъкан се импрегнира с глицерин, за да придаде на тъканта повече плътност. Преди да тръгне за театър, тя поисква да изпуши цигара. Когато внезапно влиза баща ѝ, който категорично ѝ е забранил да пуши, тя скрива цигарата зад широката си рокля. Силно запалимата материя незабавно избухва в пламъци. Ерцхерцогинята получава изгаряния от втора и трета степен. Опитите за спасяването ѝ са неуспешни и тя умира на 18-годишна възраст около две седмици след трагичния инцидент: на 6 юни 1867 г. в 6:00 часа в императорската къща за гости – Замъка Хетцендорф.
На 10 юни през нощта при светлината на факли, придружени от целия си двор и от голяма мълчалива тълпа тялото ѝ е пренесено в параклиса Хофбург и на 11 юни е погребано в Императорската крипта под Виенския капуцински манастир. Церемониалното погребение е предшествано на същия ден от отделно погребение на сърцето ѝ в сърдечната крипта на Хабсбургите в параклиса Лорето на Августинската църква във Виена. Саркофагът на ерцхерцогинята е поставен в императорската крипта до този на нейната майка.

Днес ерцхерцогиня Матилда, нейната майка ерцхерцогиня Хилдегард и нейният брат ерцхерцог Карл Албрехт, лежат рамо до рамо в частта от това гробище, известно още като Капуцинската крипта, която е разширена през 1908/1909 г., в т. нар. „Нова крипта“.
- Гробът на Матилда
- Сърцевината на криптата на Параклис Лорето в Августинската църква във Виена
- Новата крипта, част от Императорската крипта под Капуцинския манастир във Виена